# Powerful (Schiff, 1897)
Die dritte Powerful der Royal Navy war ein Geschützter Kreuzer der nach ihr benannten aus zwei Schiffen bestehenden Klasse, die 1897 als größter Kreuzer der Welt in Dienst gestellt wurde. Die sehr großen Kreuzer sollten vor allem feindliche Handelsstörer jagen. Sie diente auf der China Station und dann zusammen mit dem Schwesterschiff Terrible während des Zweiten Burenkrieges vor Südafrika, wo sich ihre Landungstruppen auszeichneten. 1905 verlegte die Powerful nach Australien und war ab Dezember bis zum Januar 1911 Flaggschiff der Australia Station. Die Powerful wurde 1912 Wohnschiff einer nach ihr benannten neuen Schiffsjungenschule. Im Rahmen der Reduzierung der Ausbildungsstätten wurde sie im November 1919 in Impregnable umbenannt und blieb als stationäres Schulschiff in Devonport, bis sie nach Schließung auch dieser Schule am 31. August 1929 zum Abbruch verkauft wurde.

## Einsatzgeschichte
Die bei Vickers Limited in Barrow gebaute Powerful lief am 24. Juli 1895 vom Stapel und wurde von der Herzogin von Devonshire getauft. Sie kam als erstes Schiff der Klasse am 8. Juni 1897 in Dienst und verlegte dann auf die China Station. In 87 Tagen lief der Kreuzer über Las Palmas, Kapstadt, Simonstown, Port Elizabeth, …, Mauritius, Colombo, Singapur nach Hongkong. Bis Mauritius sollte er eine Marschgeschwindigkeit von 12,5 kn einhalten und dann dort einen 24-Stunden-Volldampftest durchführen. Dieser führte zu Schäden, die einen fünftägigen Reparaturaufenthalt erforderten und eine Geschwindigkeitsreduzierung auf der folgenden Etappe erzwangen. Die Regierung bestritt jedoch im Unterhaus einen vermuteten Schaden, der die Einsatzfähigkeit des Schiffes dauerhaft herabsetze.

### Einsatz im Burenkrieg

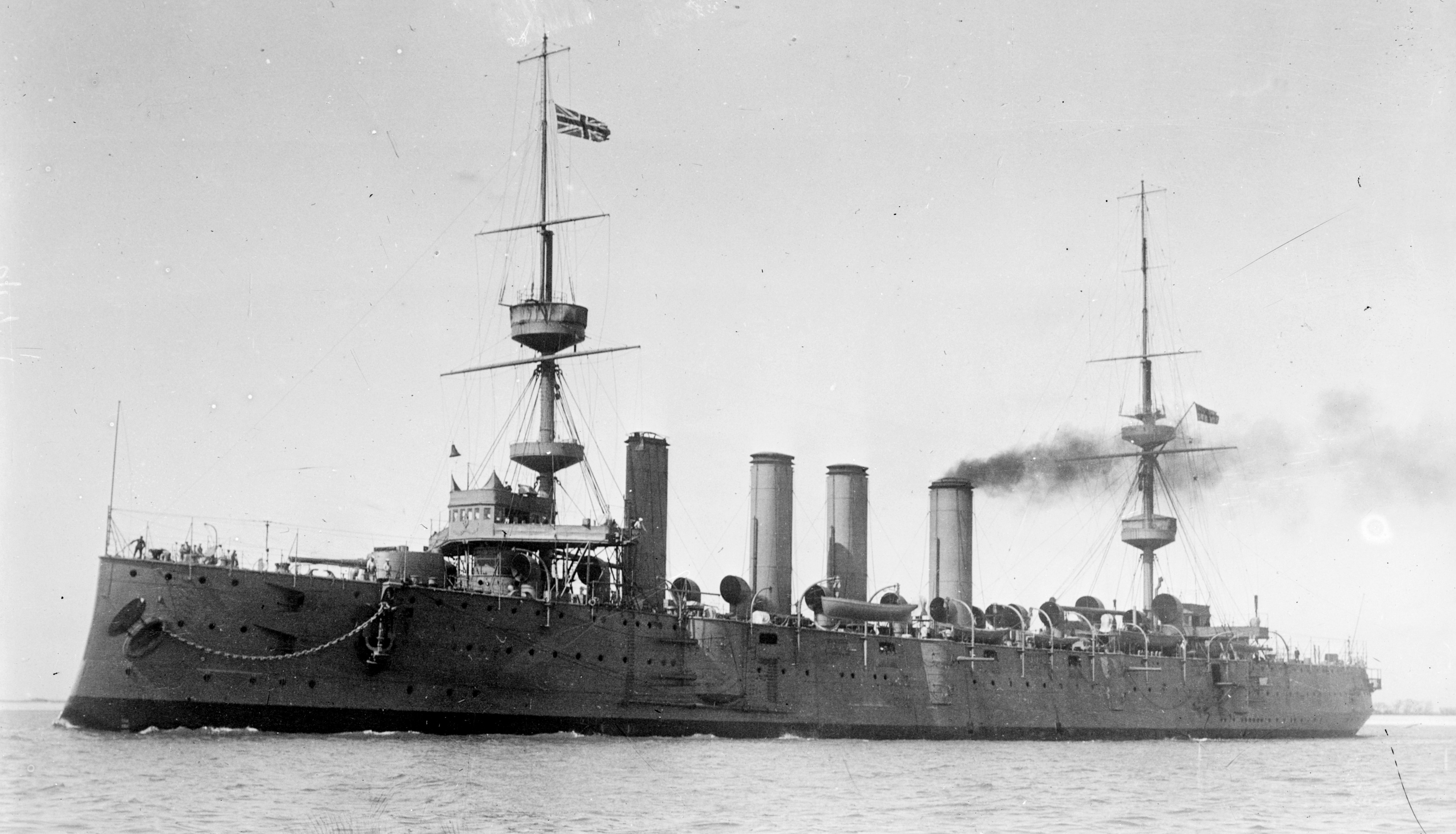
Das Schwesterschiff Terrible

1899 befand sich die Powerful auf dem Rückmarsch in die Heimat, als es zu den Spannungen in Südafrika kam. Der Kreuzer wurde darauf nach Durban befohlen. Auf dem Weg nahm der Kommandant, Hedworth Lambton (später Sir Hedworth Meux), auf eigene Initiative in Mauritius eine dort stationierte Infanterieeinheit an Bord (448 Mann), die er bis zum 15. Oktober nach Kapstadt transportierte. In Simonstown traf die Powerful dann mit ihrem Schwesterschiff Terrible zusammen, das zu ihrem Ersatz auf dem Marsch aus England über Las Palmas und St. Helena nach China war und fast gleichzeitig eingetroffen war. Mit über 1000 Mann verfügte die Terrible über eine erhebliche verstärkte Mannschaft als Ersatz für die China Station. Die beiden großen Kreuzer bildeten zusammen mit dem Kreuzer Doris, dem Wachschiff Monarch und dem Kanonenboot Thrush die Station Simonstown des Kapgeschwaders, das über weitere Einheiten in anderen Häfen (insbesondere Hafen Durban und Delagoa Bay) verfügte. Die großen Kreuzer bildeten aus Marines und Teilen ihrer Besatzungen ein Landungskorps (Naval Brigade) von 350 Mann. Auf Wunsch des Heeres wurde noch ein selbstständiges Artilleriedetachment mit behelfsmäßig auf Rädern gesetzten Geschützen gebildet, das von der Powerful nach Durban gebracht wurde und im Oktober 1899 vier 12-pdr-76-mm-Schnellfeuer- und zwei 4.7"-120-mm-Geschütze über 320 km bergiges Gelände in das umkämpfte Ladysmith bringen konnte, zwei Tage bevor die Buren die Stadt für 119 Tage einschlossen. Im Verlauf des Krieges wurden weitere Landeinheiten der Marine gebildet.
Nach dem Entsatz des belagerten Ladysmith, vor allem auch durch den Einsatz weiterer Marinesoldaten der Terrible und weiterer Marinegeschütze, kehrten die an Land eingesetzten Besatzungsmitglieder wieder an Bord zurück und die Powerful setzte den Marsch nach England fort. Am 11. April 1900 lief sie in Portsmouth ein. An die 47 Toten der Powerful während des Burenkrieges erinnert ein Denkmal in Portsmouth.
Das Schiff wurde nach seiner Rückkehr überholt. Die Bewaffnung wurde durch vier weitere 152-mm-Geschütze verstärkt, wobei auch die mittleren Kasematten zu Doppelkasematten umgebaut wurden.

### Flaggschiff in Australien
Im August 1905 wurde die Powerful unter Captain Lionel Halsey wieder in Dienst gestellt.

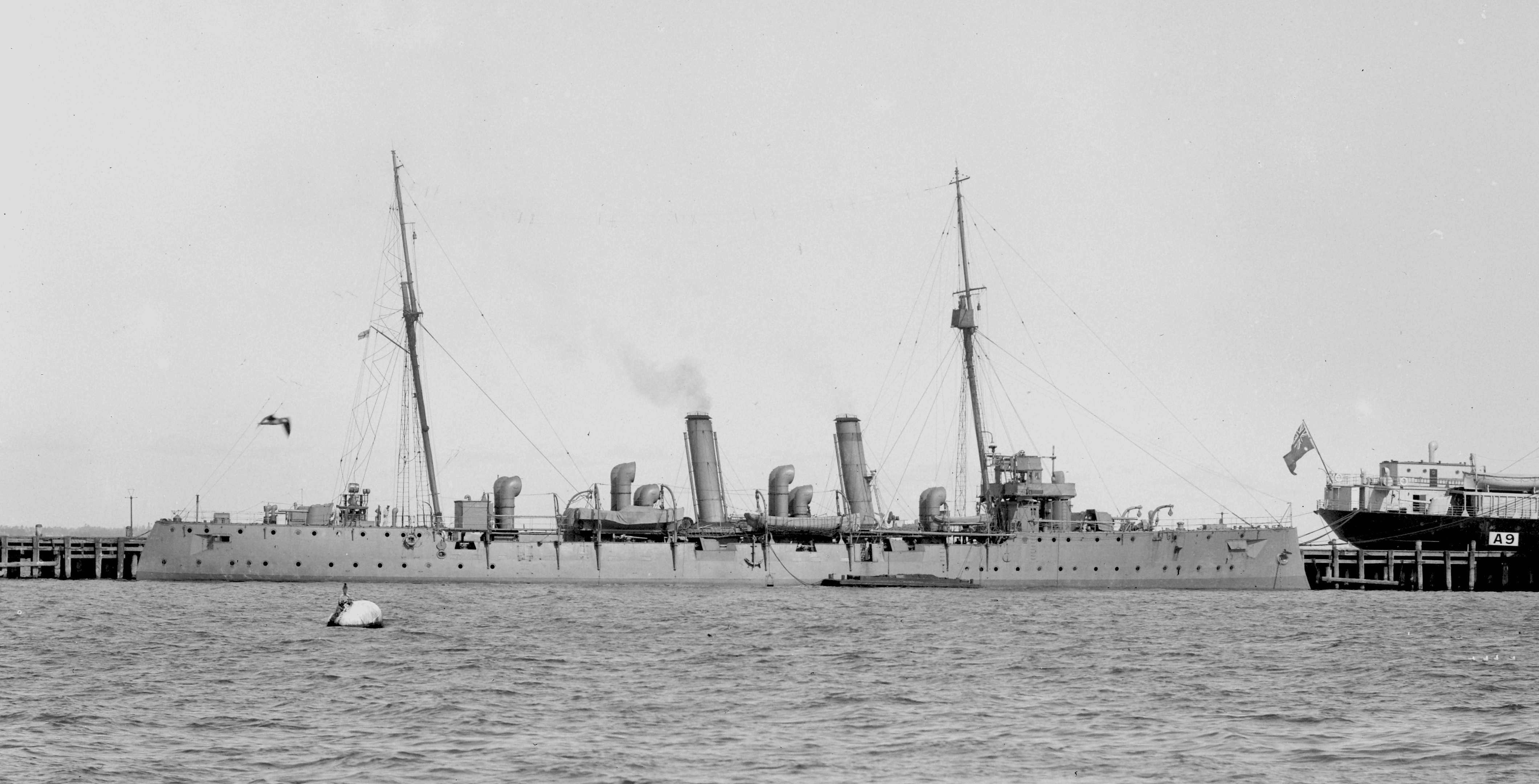
Die Pyramus

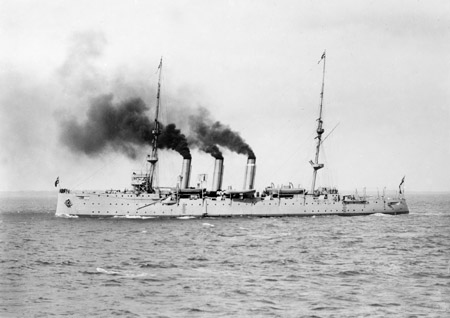
Die Encounter

Sie löste den Panzerkreuzer Euryalus als Flaggschiff der Australia Station ab, deren neuer Befehlshaber Sir Wilmot Fawkes, zuletzt Befehlshaber der Cruiser Squadron der Kanalflotte, wurde. Anfang Dezember 1905 traf die Powerful in Fremantle in Western Australia ein.
Das australische Geschwader verfügte über vier kleine Kreuzer der Pelorus-Klasse, die ihm zwischen 1903 und September 1905 zugeteilt wurden, und gab die alten Kreuzer der Pearl-Klasse ab, von denen Katoomba und Wallaroo im Januar 1906 als letzte Australien verließen. Auch war noch die Sloop Torch vorhanden. Für Vermessungsaufgaben wurden später noch die Sloop Fantome und die Yacht Sealark der Station zugeteilt. Als modernste Einheiten verfügte das Geschwader über die Schwesterschiffe Challenger und Encounter, die Geschützte Kreuzer 2. Klasse waren, wie auch die kurz nach der Powerful eingetroffene ältere Cambrian. Nach dem Naval Agreement Act von 1903, der die Stationierung von Royal Navy Einheiten im Empire und die Beteiligung der Kolonien an den Kosten regelte, sollte das Geschwader der Australia Station aus einem Kreuzer 1. Klasse, drei der 2. Klasse und vier der 3. Klasse bestehen.
Am 3. Februar 1908 wurde erstmals ein Funkspruch über die Tasmansee übertragen, wobei die in See befindliche Powerful als Mittler zwischen der Pioneer in Wellington und der Psyche in Sydney genutzt wurde.
Im August 1908 ging der Journalist des Sydney Morning Herald, Charles Bean, an Bord des Flaggschiffes, um eine Reportage über den Besuch der amerikanischen Great White Fleet mit ihren 16 amerikanischen Kriegsschiffen zu verfassen. Bean gab seine Reportagen 1909 als Buch unter dem Titel With the Flagship in the South, ergänzt um Fotos und Zeichnungen, heraus. Zum Ende ihrer Dienstzeit besuchte die Powerful 1911 nochmals Auckland, Neuseeland.
Im Dezember 1911 begann die Powerful die Rückreise nach Europa und verließ am 2. Januar 1912 Fremantle, nachdem Ende November der Panzerkreuzer Drake als neues Flaggschiff der Australia Station wieder in Dienst gestellt worden war. Beide Schiffe trafen sich in Colombo, wo noch Teile der Besatzungen getauscht wurden.

## Endschicksal derPowerful
Seit 1912 diente die Powerful als Wohnschiff einer neuen Ausbildungseinrichtung für Mannschaften in Devonport, die am 23. September 1913 eröffnet wurde und als weitere Ausbildungs-(Wohn-)schiffe noch den großen Kreuzer Andromeda als „HMS Powerful II“ und den alten Kreuzer Caroline als „HMS Powerful III“ erhielt. Bei Kriegsausbruch war ein Einsatz der beiden alten Kreuzer nur noch als Truppentransporter vorgesehen, wozu die Powerful nicht herangezogen wurde.

Im November 1919 wurden die beiden vorhandenen Trainingseinrichtungen in Devonport auf eine reduziert, und nur der ältere Name wurde fortgeführt, so dass Powerful in Impregnable umbenannt wurde. Ihre Hilfsschiffe wurden „Impregnable II“ bzw. „Impregnable IV“. „Impregnable III“ blieb die ehemalige „Emerald“, ursprünglich die Schraubenfregatte Black Prince im Dienst der Navy.
Im August 1928 wurde die Auflösung der Ausbildungsstätte „HMS Impregnable“ beschlossen und die letzten Schüler wurden zum 1. Januar 1929 entlassen. Die ehemalige Powerful wurde am 31. August 1929 zum Abbruch verkauft.